# Аллан Блекні
Аллан Емріс Блейкні (англ. Allan Emrys Blakeney; 7 вересня 1925, Бриджвотер, Нова Шотландія — 16 квітня 2011, Саскатун, Саскачеван) — канадський політичний діяч, державний службовець, адвокат, 10-й прем'єр провінції Саскачеван з 30 липня 1971 по 8 травня 1982.

## Біографія
Народився в Бриджвотері, Нова Шотландія. Навчався в юридичній школі Шуліха (англ. Schulich School of Law) та університеті Далгаузі (англ. Dalhousie University).
В 1960 році його обрано до законодавчої палати провінції Саскачеван та призначено до кабінету прем'єра Вудро Стенлі Ллойда від партії Федерації кооперативної співдружності Саскачевану (ФКС). 
У 1961 році Блейкні запровадив у Саскачевані систему загального медичного страхування.
У 1970 році він очолив Нову демократичну партію Саскачевану. 1971 року партія Блейкні перемогла на провінційних виборах, він сформував уряд більшості. Цей уряд було переобрано в 1975 та 1978 роках.
В 1975 році Блейкні вирішив розвивати природні ресурси Саскачевану для диверсифікації економіки. Він створив нові державні корпорації, зокрема «Саскойл» з розробки нафтових і газових ресурсів.
Компанії з виробництва фосфатів відмовилися сплачувати підвищені податки. Блейкні відповів викупом половини цієї галузі промисловості та створенням державної корпорації Potash Corporation of Saskatchewan.
У 1982 й 1986 роках Блейкні програв на  виборах Ґрант Девайну від Прогресної консервативної партії Саскачевану. Блейкні пішов у відставку у 1987 році.